# 2 + 2 = 5

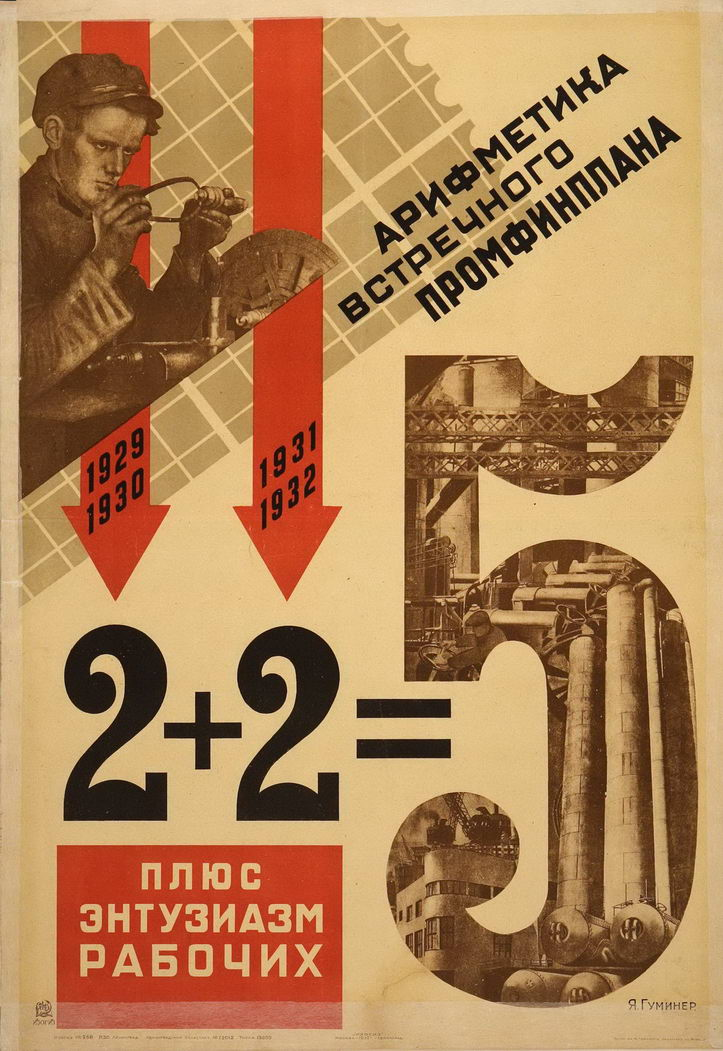
«Арифметика зустрічного промфінплана: 2 + 2 + ентузіазм робітників = 5» — радянський агітплакат, що закликає до виконання п'ятирічного плану за чотири роки. Художник Яків Гумінер, 1931 рік.

Вираз «двічі два — п'ять» (також {\displaystyle 2+2=5}) інколи використовується як коротке і яскраве представлення нелогічного твердження, особливо такого, яке затверджується і підтримується з метою відповідності певному ідеологічному порядку.

## Історія виразу
Використання походить від його включення Джорджем Орвеллом в роман «1984», але Орвелл узяв фразу з назви однієї з глав книги Юджина Лайона «Відрядження в утопію», де воно використане як гасло під час завершення п'ятирічки в СРСР за чотири роки.
У романі «1984» (частина I, глава VII), вираження контрастує з правильною математичною рівністю 2 + 2 = 5. Орвеллівський герой, Вінстон Сміт, використовує вираження в міркуванні про питання, чи може Держава декларувати «двічі два — п'ять» (в оригіналі — «2 + 2 = 5») як факт; він обдумує думку: якщо кожен повірить в нього, чи зробить це його достеменним? Сміт пише: «Свобода — це можливість сказати, що двічі два — чотири. Якщо дозволено це, все інше звідси слідує».

Пізніше в романі Сміт намагається скористатися дводумством, щоб навчити себе, що вираз «двічі два — п'ять» — достеменне або як мінімум таке ж достеменне, як і будь-який інший результат, який будь-хто може запропонувати. На думку В. А. Чалікової, прообразом виразу послужило схоже радянське гасло «П'ятирічка за чотири роки». При цьому Чалікова відзначає, що вперше

<…> тема «здорового арифметичного глузду» звучить в Орвелла з часів громадянської війни в Іспанії, коли перед ним постає бачення «кошмарного світу, де двічі два буде стільки, скільки скаже вождь. Якщо він скаже „п'ять“, значить, так і є…».

Сама формула {\displaystyle 2+2=5} поширена в літературі (в Достоєвського («Записки з підпілля») Енгельса, одначе до Орвелла зазвичай застосовувалася для ілюстрації «тиранії глузду» (так, «підпільна людина» відмовляється від світу, де двічі два чотири, і говорить, що «двічі два п'ять — премила іноді дрібничка»). Орвелл же заперечував таку агресивну відмову від «звичайної порядності».

Втім, і формула «двічі два — п'ять» як символ придушення свободи використовувалася в літературі і раніше, наприклад: 
«Він озброїв далі негрів та диких індійців, щоб і вони переслідували бідних американців без пощади, поки ті не визнають, як цього вимагає їх король, що двічі два п'ять» (П. Р. Міжуєв, 1901).
У 1895 році французький письменник-абсурдист Альфонс Аллі опублікував одну з найпопулярніших своїх збірок розповідей, яку так і назвав: «Два й два — п'ять (2+2=5)» (Paris, Ollendorff, 1895).
Російський письменник-футурист Вадим Шершеневич в 1920 році майже так само («2 × 2 = 5») назвав свою програмну книгу, присвячену сучасному мистецтву.
Подібні нелогічні формули також широко використовуються в рекламі, з метою показати наявність знижок, наприклад «ви платите за 4, а отримуєте 5».